# A (lettre)
Ne pas confondre avec la lettre cyrillique A ‹ А, а ›, la lettre grecque alpha ‹ Α, α ›, la lettre latine alpha ‹ Ɑ, ɑ ›, la syllabe cherokee go ‹ Ꭺ, ꭺ › ou les syllabes canadiennes gho porteur ‹ ᗅ › et ro porteur ‹ ᗋ ›.
Pour les articles homonymes, voir A.
Cette page contient des caractères spéciaux ou non latins. S’ils s’affichent mal (▯, ?, etc.), consultez la page d’aide Unicode.
 (janvier 2017).
A (capitale : A, minuscule : a) est la première lettre de l'alphabet latin ainsi que sa première voyelle.

Elle a été transmise depuis la lettre alpha de l'alphabet grec par l'intermédiaire de l'alphabet étrusque.

C'est une voyelle privative.

## Histoire
| Hiéroglyphe égyptien F1 tête de bœuf | protosinaïtique tête de bœuf | Aleph phénicien | Alpha grec | A étrusque | A romain |

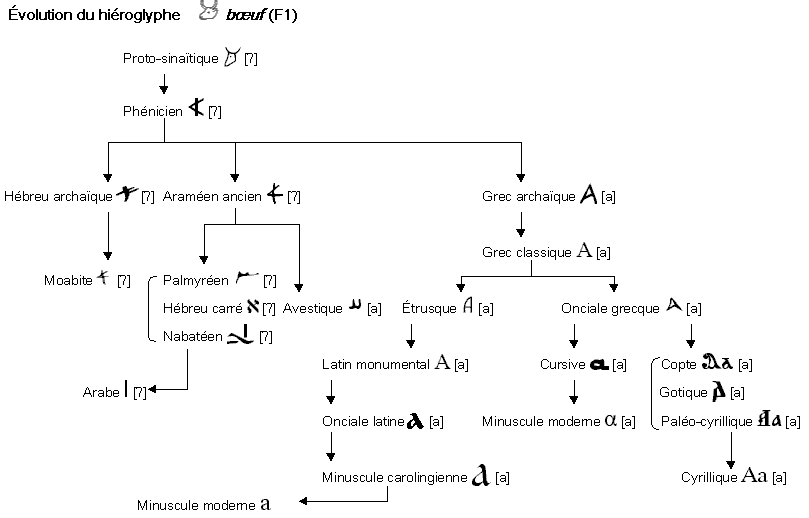
Évolution de la lettre depuis l’alphabet linéaire protosinaïtique.

La lettre A tire probablement son origine de l'alphabet linéaire protosinaïtique, un alphabet utilisé dans le Sinaï il y a plus de 3 500 ans, lui-même dérivé des hiéroglyphes égyptiens ; le son, [ʔ] (coup de glotte), était alors représenté par une tête de bœuf stylisée.
La première lettre de l'alphabet phénicien, souvent nommée aleph (ʾālef) par analogie avec l'alphabet hébreu et/ou de la première lettre de l'alphabet arabe qui se prononce "alif" était une consonne correspondant non pas au son [a] mais au coup de glotte [ʔ]. Elle signifiait également « tête de bœuf » (rappelons d'ailleurs qu'un A à l'envers prend la forme d'une tête de bœuf) ; et son écriture provenait d'une stylisation du caractère protosinaïtique. Cette consonne, sous une autre forme, était également la première consonne de l'alphabet ougaritique, à qui l'on doit l'ordre levantin
L'alphabet grec fut créé sur le modèle de l'alphabet phénicien. Le grec n'utilisait pas le coup de glotte et son alphabet devait transcrire les voyelles ; la première lettre de l'alphabet phénicien fut donc utilisée par l'alphabet grec pour écrire le son [a]. La lettre ainsi créée fut nommée « alpha », écrite « Α », puis lorsque l'alphabet devint bicaméral, « α » en minuscule. En grec, alpha provient de la prononciation « aleph » en hébreu équivalente au « alif » arabe, représenté par une « tête de bœuf » dans les alphabets antiques, sa prononciation serait la dénomination du bœuf. De même que le « bêta » grec est tiré de la deuxième lettre de l'alphabet hébreu et/ou phénicien beth correspondant au « ba » arabe et représenté dans les alphabets antiques par une maison, sorte de carré avec au centre un espace qui fait office de "porte". Ainsi la dénomination d'une maison ou d'une chambre en hébreu est ; « beth », tout comme en arabe c'est ; « beyt, beit ». ((…) La dénomination des objets ne vient pas après la reconnaissance, elle est la reconnaissance même.(…), Merleau-Ponty dans son livre Phénoménologie de la Perception). On pourrait aussi prendre en exemple la lettre g qui découle du « gamma » grec, qui vient lui-même du "gimel" hébreu...et son équivalent arabe « jim ». À noter ici que « gimel » en hébreu veut dire « chameau », et en arabe on prononce « jmil ».
Pour en revenir à la lettre A, elle s'est transmise à l'alphabet latin par l'intermédiaire de l'alphabet étrusque, lui-même dérivé de l'alphabet grec « rouge » employé en Eubée (voir l'article Histoire de l'alphabet grec) — alphabet que les Étrusques avaient appris à Pithékuses (Ischia), près de Cumes. En passant dans l'alphabet latin, les lettres ayant perdu leur nom pour se réduire le plus souvent à leur son, l’alpha grec a été rebaptisé a.

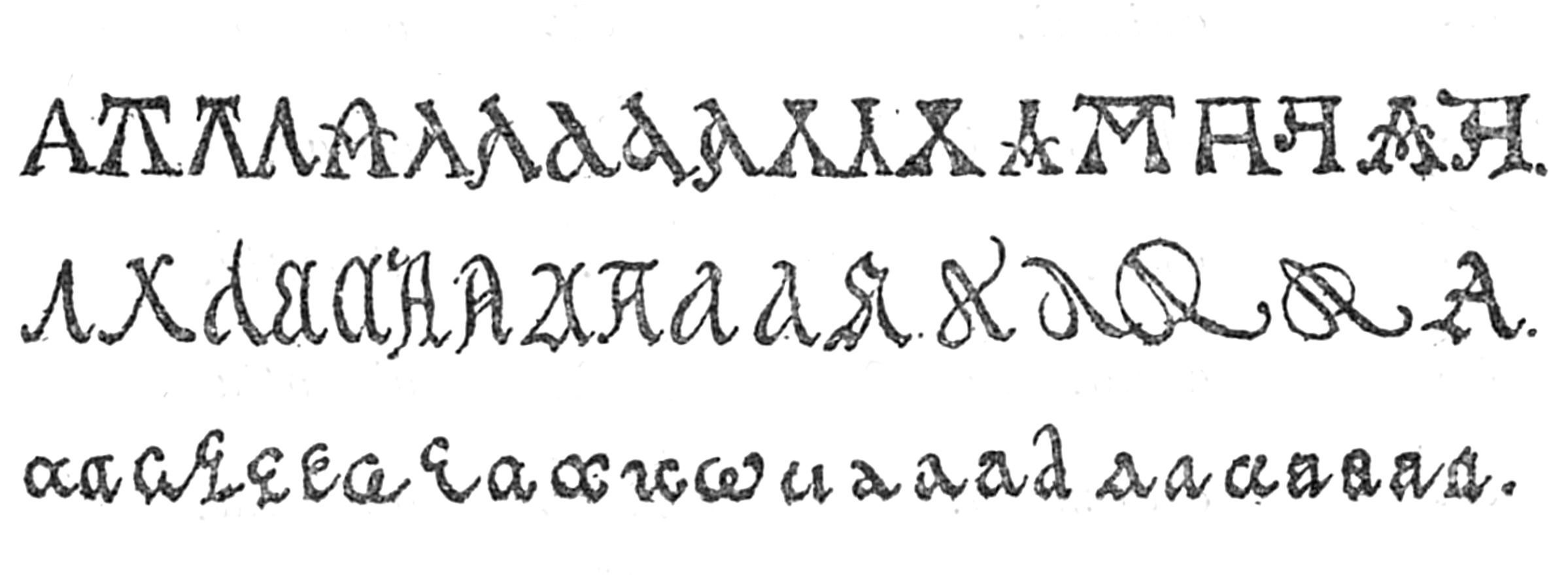
Formes de A dans le Dictionnaire des abréviations latines et française d’Alphonse Chassant.

## Typographie
La lettre a minuscule moderne dérive de l'écriture grecque, qui évolua depuis une graphie similaire à la capitale actuelle vers une forme circulaire avec une projection, aux environs du IVe siècle.
|                                              |         |                 |                  |                |
| Gothique                                     | Onciale | Romaine moderne | Italique moderne | Script moderne |
| Quelques exemples de graphies de la lettre A |         |                 |                  |                |

## A diacrité
La lettre A peut être munie de diacritiques dans l'écriture d'un certain nombre de langues utilisant l'alphabet latin :
- À/à : accent grave (catalan, écossais, français, italien, occitan, portugais, algonquin)
- Á/á : accent aigu (espagnol, féroïen, hongrois, irlandais, islandais, occitan, portugais, slovaque, tchèque, vietnamien)
- A̋/a̋ : double accent aigu
- Ȁ/ȁ : double accent grave
- Ⱥ/ⱥ : barré (saanich)
- A̧ /a̧ : cédille (doayo, gbaya, kako, karang, mundani, vute)
- Â/â : accent circonflexe (français, portugais, roumain, wallon)
- A̭/a̭ : accent circonflexe souscrit
- Ă/ă : brève (vietnamien, roumain)
- Ȃ/ȃ : brève inversée
- Ǎ/ǎ : caron (pinyin, lingala, croate, tchèque, slovaque, slovène)
- Ả/ả : crochet en chef (vietnamien)
- A̍/a̍ : ligne verticale
- Ā/ā : macron (letton, maori, tahitien)
- A̱/a̱ : macron souscrit
- Ą/ą : ogonek (polonais, lituanien)
- Ȧ/ȧ : point suscrit (ulithien)
- Ạ/ạ : point souscrit (avokaya, vietnamien)
- Å/å : rond en chef (danois, norvégien, suédois, wallon)
- Ḁ/ḁ : rond souscrit
- A̐/a̐ : tchandrabindou
- Ã/ã : tilde (kachoube, portugais)
- A̰/a̰ : tilde souscrit
- Ä/ä : tréma (allemand, estonien, finnois, portugais, slovaque, suédois)
- A̓/a̓ : virgule suscrite

## Ligature a dans l’e
Il existe également une ligature de la lettre A avec la lettre E : Æ/æ qui donne en français le digramme «é» comme dans « curriculum vitæ » et « ex æquo ». Celui-ci est utilisé en français, danois, féroïen, islandais et norvégien.

## Variantes
La graphie du A a donné lieu à plusieurs variantes :
- ɐ : a minuscule retourné, utilisé par l’alphabet phonétique international
- ɑ : alpha latin, utilisé par le nufi, et a cursif utilisé en l’alphabet phonétique international
- ɒ : inverse du précédent, utilisé par l’alphabet phonétique international

## Codage

### Informatique
| Lettre                   | A                        | A                        | a                         | a                         |
| ------------------------ | ------------------------ | ------------------------ | ------------------------- | ------------------------- |
| Nom Unicode              | Lettre capitale latine A | Lettre capitale latine A | Lettre minuscule latine A | Lettre minuscule latine A |
| Encodage                 | décimal                  | hexadécimal              | décimal                   | hexadécimal               |
| ASCII, ISO 8859, Unicode | 65                       | 41                       | 97                        | 61                        |
| EBCDIC                   | 193                      | C1                       | 129                       | 81                        |

| Caractère | Code    | Bloc Unicode                                              | Nom Unicode                                 |
| --------- | ------- | --------------------------------------------------------- | ------------------------------------------- |
| A         | U+0041  | Latin basique                                             | Lettre capitale latine A                    |
| a         | U+0061  | Latin basique                                             | Lettre minuscule latine A                   |
| Ⓐ         | U+24B6  | Symboles alphanumériques bornés ou entourés               | Lettre majuscule latine A cerclée           |
| Ａ        | U+FF21  | Latin étendu additionnel                                  | Lettre capitale latine A pleine chasse      |
| ａ        | U+FF41  | Latin étendu additionnel                                  | Lettre minuscule latine A pleine chasse     |
| 𝐀         | U+1D400 | Symboles mathématiques alphanumériques                    | Majuscule mathématique grasse A             |
| 𝔸         | U+1D538 | Symboles mathématiques alphanumériques                    | Majuscule mathématique ajourée A            |
| 🄐         | U+1F110 | Supplément de symboles alphanumériques bornés ou entourés | Lettre majuscule latine A entre parenthèses |
| 🄰         | U+1F130 | Supplément de symboles alphanumériques bornés ou entourés | Lettre majuscule latine A encadrée          |
| 🇦         | U+1F1E6 | Supplément de symboles alphanumériques bornés ou entourés | Symbole indicateur régional lettre A        |

### Radio
- Épellation :
  - alphabet radio international : Alpha
  - alphabet radio français : Anatole
  - alphabet radio allemand : Anton
  - alphabet radio anglais : Andrew
- En alphabet morse, la lettre A vaut « ·- »

### Autres
| Signalisation | Signalisation | Langue des signes | Langue des signes | Écriture Braille |
| Pavillon      | Sémaphore     | française         | québécoise        | Écriture Braille |
| ------------- | ------------- | ----------------- | ----------------- | ---------------- |
|               |               |                   |                   |                  |

## Art et littérature

### Poésie
- La voyelle A est associée à la couleur noire par Rimbaud dans son célèbre sonnet Voyelles :

« A noir, E blanc, I rouge, U vert, O bleu : voyelles

Je dirai quelque jour vos naissances latentes :

A, noir corset velu des mouches éclatantes

Qui bombinent autour des puanteurs cruelles,

Golfes d'ombre ; […] »
- A est le titre d'une œuvre du poète américain Louis Zukofsky (1904-1978).

### Science-fiction
Le cycle du Ā est une trilogie de l'auteur canadien A. E. van Vogt, composée des romans Le Monde des Ā (1945), Les Joueurs du Ā (1956) et La fin du Ā (1984). La traduction française du Monde des Ā en 1953 par Boris Vian a contribué à lancer ce genre littéraire en France. Le symbole Ā (lu non A) y signifie « non aristotélicien ».

### Bande dessinée
Dans l'œuvre du dessinateur Fred, le second A de l'inscription « OCÉAN ATLANTIQUE » est une île appartenant au « monde des lettres », où habite Barthélémy le puisatier ; île que visitera le héros Philémon.

### Abréviations
Dans les abréviations de noms propres, A. signifiait Aulus, et quelquefois Augustus.